# ملانی چیسهولم
ملانی جین چیسهولم (به انگلیسی: Melanie Jayne Chisholm)، معروف به ملانی سی (به انگلیسی: Melanie C)، (زاده: ۱۲ ژانویه ۱۹۷۴)، خواننده، کارآفرین، ترانه‌سرا و هنرپیشه انگلیسی است که به خاطر عضویتش در اسپایس گرلز مشهور شد.
او از سال ۱۹۹۹ به انتشار آلبوم‌های شخصی روی آورد و تابه‌حال ۵ آلبوم استودیویی تکی از او منتشر شده‌است.

## آلبوم‌های تکی
- When You're Gone (ft. Bryan Adams) (1998)
- Goin' Down (1999)
- Never Be The Same Again (2000)
- I Turn To You(2000)
- Next Best Superstar (2005)
- First Day Of My Life (2005)